# 8532-es mellékút (Magyarország)
A 8532-es számú mellékút egy nagyjából 3,5 kilométer hosszú, négy számjegyű országos közút Győr-Moson-Sopron vármegye területén; Sopron irányából vezet az osztrák határig. Ezen út határátkelőhelyénél került sor 1989. augusztus 19-én az emlékezetes páneurópai piknik nevű politikai rendezvényre, amely a berlini fal lebontásáig vezető, illetve az európai kettéosztottság megszüntetését eredményező történéssorozat egyik kulcsfontosságú eseménye volt.

## Nyomvonala
Sopron, illetve a városhoz tartozó Sopronkőhida városrész határától kevesebb, mint 100 méterre, de már fertőrákosi területen ágazik ki a 8527-es útból, annak a 4+550-es kilométerszelvénye táján, észak-északnyugat felé. Pozsonyi út a települési neve, így halad el Golgota településrész mellett, majd bő fél kilométer után külterületek között folytatódik. 2,3 kilométer után és a harmadik kilométerénél is kiágazik belőle, előbb északnyugati, utóbb délnyugati irányban egy-egy számozatlan önkormányzati út Piuszpuszta településrész és az ottani repülőtér felé, nem sokkal ezután pedig véget is ér, elérve az osztrák határvonalat. Utolsó méterein még elhalad a Páneurópai piknik emlékhely létesítményei között; a határ túloldalán Szentmargitbánya (Sankt Margarethen im Burgenland) területén folytatódik, L210-es osztrák útszámozással, amely út Sérctől (Schützen am Gebirge) vezet az országhatárig.
Teljes hossza, az országos közutak térképes nyilvántartását szolgáló kira.gov.hu adatbázisa szerint 3,506 kilométer.

## Története
1934-ben a kereskedelem- és közlekedésügyi miniszter 70 846/1934. számú rendelete harmadrendű főúttá nyilvánította, 855-ös útszámozással.

## Települések az út mentén
- Fertőrákos